# Monica Nielsen
Monica Nielsen (ur. 30 listopada 1937 w Sztokholmie, zm. 1 czerwca 2025 tamże) – szwedzka aktorka. Wystąpiła w ponad 50 filmach i programach telewizyjnych od 1947 roku.

## Wybrana filmografia
- 1953: Cała radość ziemi, jako mała dziewczynka
- 1955: Dziewczyna w deszczu, jako "Ping-Pong", uczennica
- 1956: Zawsze jest jeszcze czas, jako pani Röös
- 1959: Piraci z Mälar, jako Eva, wnuczka hrabiego
- 1963: Gra imprezowa, jako Marianne Olsson
- 1964: Szwedzkie obrazy, jako siostra Maerta
- 1965: Kocice, jako Mirka
- 1966: Księżniczka, jako Pirjo
- 1968: W głowie starca, jako matka
- 1977: Tabu, jako lesbijka
- 1977: Zadanie, jako pani Dalgren
- 1993: Martin Beck - Człowiek przy balustradzie, jako kobieta w kiosku
- 2012: Morderstwa w Fjällbace: Tajemnica zamku, jako Monica Nyman